# Giovanni Francesco Brignole Sale (Doge, 1582)
Giovanni Francesco Brignole Sale (* um 1582 in Genua; † 15. Juli 1637 ebendort) war der 102. Doge der Republik Genua und der erste König von Korsika.

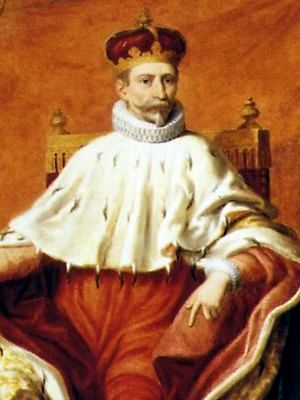
Giovanni Francesco
Brignole Sale

## Leben

### Anfangsjahre

Adelswappen der Familie Brignole

Giovanni Francesco wurde als Sohn von Antonio Brignole und Maddalena Sale um 1582 in der ligurischen Hauptstadt geboren. Nachdem er, wie viele Mitglieder der genuesischen Aristokratie, verschiedene Ämter in den Magistraten der Republik bekleidet hatte, erhielt er als Botschafter am Hof von Mantua einen wichtigeren Posten (1612). Am 23. September 1613 wurde er vom Senat für drei Jahre zum Botschafter bei Kaiser Matthias von Österreich ernannt. Auf eigenen Wunsch wurde er von diesem Amt wieder entbunden und Giacomo Saluzzo nahm es an seiner Stelle an. Seine Entsendung als Botschafter nach Rom, zusammen mit drei anderen Genuesern anlässlich der Wahl Gregors XV. zum Papst im Jahr 1621, war von großer Bedeutung. Bevor er 1633 zum obersten Syndikator und Prokurator der Republik ernannt wurde, war er Mitglied mehrerer genuesischer Magistrate. Zwei Jahre später, am 11. Juli 1635, wurde er vom Großen Rat in das höchste herzogliche Amt gewählt: das 57. in zweijähriger Folge und das 102. in der republikanischen Geschichte.
Er heiratete seine Cousine Geronima, die einzige Tochter des sehr reichen Giulio Sale, Marchese von Groppoli, dessen großes Vermögen er erbte. Da Giulio Sale keine männlichen Nachkommen hatte nahm er dessen Familienname zusätzlich an. Von ihm stammen zwei weitere Dogen (Giovanni Francesco Brignole Sale und Rodolfo Emilio Brignole Sale im 18. Jahrhundert), zahlreiche wichtige Persönlichkeiten in der Geschichte Genuas und des französischen Hofes sowie namhafte Mäzene ab: unter anderem die Herzogin von Galliera.

### Das Dogeat
Trotz der jüngsten wirtschaftspolitischen Vereinbarungen seines Vorgängers Giovanni Stefano Doria mit dem Königreich Frankreich und insbesondere mit dem berühmten Kardinal Richelieu, nahm er während seiner zweijährigen Amtszeit eine Position der Unparteilichkeit und wirtschaftlichen (und folglich auch politischen) Neutralität sowohl gegenüber dem französischen Staat als auch dem Königreich Spanien ein.
Zur Vergrößerung der territorialen Grenzen leitete er während seiner Amtszeit auch die Verhandlungen und den Kauf einiger Lehen in der Region Genua und Ligurien ein, die ursprünglich in den Händen der Marchese Spinola und der Fürsten Doria waren.
Während seiner Amtszeit gelang es ihm nicht nur die Unabhängigkeit Genuas gegenüber den europäischen Großmächten zu sichern, sondern vor allem die herzogliche Institution grundlegend zu verändern und ihr echte königliche Attribute zu verleihen. Mit der genuesischen Kolonie Korsika wurde ein Vorwand gefunden: Der amtierende Doge wurde alle zwei Jahre auch „König von Korsika“ und erhielt damit die gleiche Königswürde wie andere Herrscher und einen höheren Rang als ein „einfacher“ Herzog des Heiligen Römischen Reiches.
Zu Ende seiner Amtszeit setzte er die Jungfrau Maria als „Königin und Beschützerin von Genua“ (25. März 1637) ein. Es folgte eine feierliche religiöse und staatliche Zeremonie zur Krönung der neuen Madonnenstatue, die in der Kathedrale San Lorenzo aufgestellt wurde (heute in einem Saal des Palazzo San Giorgio in der Nähe der Piazza Caricamento) und mit der Königskrone, dem Zepter und den Schlüsseln der Stadt geschmückt war. Der Doge Brignole Sale hat dem genuesischen Erzbischof Giandomenico Spinola, unter festlichem Glockengeläut und Kanonenschüssen, das „staatliche“ Bildnis der Jungfrau persönlich übergeben.
Giovanni Francesco Brignole Sale war somit der letzte Doge, der mit dem Herzogstitel gekrönt wurde: Sein Nachfolger Agostino Pallavicini war der erste, der gemäß den neuen Attributen mit dem Königstitel gekrönt wurde. Eine weitere Folge der Statutenänderungen war auch die Veränderung des Ranges der genuesischen Patrizier. Da jeder Patrizier zum Dogen gewählt werden konnte – also jeder Patrizier ein potenzieller Nachfolger eines Königs war – stiegen die genuesischen Patrizier in den gleichen Rang auf wie ein Blut- oder Erbprinz anderer europäischer Königshäuser.
Am 11. Juli 1637 legte er sein Amt nieder und verstarb vier Tage später, am 15. Juli 1637, in Genua. Sein Leichnam wurde in der Kirche von Santa Maria di Castello beigesetzt.